# Zápas na Letních olympijských hrách 1976 – muži, řecko-římský do 68 kg
Zápas řecko-římský ve váhové kategorii do 68 kg probíhal na Letních olympijských hrách 1976 v Montrealu, v multifunkční hale Maurice Richard Arena. O medaile se utkalo celkem 21 zápasníků.

## Turnajové výsledky
Za prohru zápasníci získávají záporné body. 6 bodů vyřazuje zápasníka z dalších bojů. Poté, co zbývají poslední tři borci, utkají se tito ve finálovém kole o medaile.
Legenda
- TF — Lopatkové vítězství
- IN — Vítězství pro soupeřovo zranění
- DQ — Vítězství pro soupeřovu pasivitu
- D1 — Vítězství pro soupeřovu pasivitu, vítěz taktéž napomínán
- D2 — Oba zápasníci diskvalifikováni pro pasivitu
- FF — Kontumační vítězství
- DNA — Soupeř nenastoupil
- TPP — Trestné body celkem
- MPP — Trestné body za zápas

Sankce
- 0 - Lopatkové vítězství, technická převaha, pro pasivitu, zranění soupeře, nenastoupení
- 0,5 - Výhra na body, 8-11 bodů rozdíl
- 1 - Výhra na body, 1-7 bodů rozdíl
- 2 - Výhra pro pasivitu, vítěz taktéž napomínán
- 3 - Prohra na body, 1-7 body rozdíl
- 3,5 - Prohra na body, 8-11 bodů rozdílu
- 4 - Prohra lopatková, technickou převahu, pro pasivitu, zranění, nenastoupení

### Kolo 1
| TPP | MPP |                           | Skóre     |                            | MPP | TPP |
| --- | --- | ------------------------- | --------- | -------------------------- | --- | --- |
| 0   | 0   | Patrick Marcy (USA)       | TF / 5:00 | Mohamed Bahamou (MAR)      | 4   | 4   |
| 3   | 3   | Manfred Schöndorfer (FRG) | 4 - 6     | Heinz-Helmut Wehling (GDR) | 1   | 1   |
| 0   | 0   | Erol Mutlu (TUR)          | DQ / 5:10 | Erasmo Estrada (CUB)       | 4   | 4   |
| 0   | 0   | Markku Yli-Isotalo (FIN)  | TF / 5:32 | Lars-Erik Skiöld (SWE)     | 4   | 4   |
| 4   | 4   | Arona Mané (SEN)          | TF / 1:55 | Jafar Alizadeh (IRI)       | 0   | 0   |
| 0   | 0   | Ferenc Toma (HUN)         | TF / 5:26 | Sergio Fiszman (ARG)       | 4   | 4   |
| 0   | 0   | Suren Nalbandjan (URS)    | DQ / 7:23 | Nedko Nedev (BUL)          | 4   | 4   |
| 4   | 4   | Andrzej Supron (POL)      | 1 - 13    | Ștefan Rusu (ROU)          | 0   | 0   |
| 0   | 0   | Jacques van Lancker (BEL) | TF / 2:04 | John McPhedran (CAN)       | 4   | 4   |
| 0   | 0   | Kim Hae-Myung (KOR)       | TF / 6:25 | Takeši Kobajaši (JPN)      | 4   | 4   |
| 0   |     | Gian-Matteo Ranzi (ITA)   |           | Bye                        |     |     |

### Kolo 2
| TPP | MPP |                            | Skóre     |                           | MPP | TPP |
| --- | --- | -------------------------- | --------- | ------------------------- | --- | --- |
| 1   | 1   | Gian-Matteo Ranzi (ITA)    | 10 - 4    | Patrick Marcy (USA)       | 3   | 3   |
| 4   | 1   | Manfred Schöndorfer (FRG)  | 7 - 6     | Erol Mutlu (TUR)          | 3   | 3   |
| 1   | 0   | Heinz-Helmut Wehling (GDR) | TF / 2:22 | Erasmo Estrada (CUB)      | 4   | 8   |
| 0   | 0   | Markku Yli-Isotalo (FIN)   | TF / 0:44 | Arona Mané (SEN)          | 4   | 8   |
| 4   | 0   | Lars-Erik Skiöld (SWE)     | 22 - 8    | Jafar Alizadeh (IRI)      | 4   | 4   |
| 4   | 4   | Ferenc Toma (HUN)          | DQ / 6:56 | Suren Nalbandjan (URS)    | 0   | 0   |
| 8   | 4   | Sergio Fiszman (ARG)       | TF / 1:30 | Nedko Nedev (BUL)         | 0   | 4   |
| 4   | 0   | Andrzej Supron (POL)       | TF / 5:04 | Jacques van Lancker (BEL) | 4   | 4   |
| 0   | 0   | Ștefan Rusu (ROU)          | TF / 2:49 | Kim Hae-Myung (KOR)       | 4   | 4   |
| 8   | 4   | John McPhedran (CAN)       | 2 - 18    | Takeši Kobajaši (JPN)     | 0   | 4   |
| 4   |     | Mohamed Bahamou (MAR)      |           | DNA                       |     |     |

### Kolo 3
| TPP | MPP |                           | Skóre     |                            | MPP | TPP |
| --- | --- | ------------------------- | --------- | -------------------------- | --- | --- |
| 5   | 4   | Gian-Matteo Ranzi (ITA)   | TF / 7:14 | Manfred Schöndorfer (FRG)  | 0   | 4   |
| 7   | 4   | Patrick Marcy (USA)       | DQ / 4:01 | Heinz-Helmut Wehling (GDR) | 0   | 1   |
| 3   | 0   | Erol Mutlu (TUR)          | DQ / 7:08 | Markku Yli-Isotalo (FIN)   | 4   | 4   |
| 4.5 | 0.5 | Lars-Erik Skiöld (SWE)    | 13 - 2    | Ferenc Toma (HUN)          | 3.5 | 7.5 |
| 8   | 4   | Jafar Alizadeh (IRI)      | TF / 2:50 | Suren Nalbandjan (URS)     | 0   | 0   |
| 7   | 3   | Nedko Nedev (BUL)         | 7 - 9     | Andrzej Supron (POL)       | 1   | 5   |
| 0   | 0   | Ștefan Rusu (ROU)         | DQ / 3:45 | Takeši Kobajaši (JPN)      | 4   | 8   |
| 8   | 4   | Jacques van Lancker (BEL) | TF / 0:18 | Kim Hae-Myung (KOR)        | 0   | 4   |

### Kolo 4
| TPP | MPP |                           | Skóre     |                            | MPP | TPP |
| --- | --- | ------------------------- | --------- | -------------------------- | --- | --- |
| 9   | 4   | Gian-Matteo Ranzi (ITA)   | DQ / 7:40 | Heinz-Helmut Wehling (GDR) | 0   | 1   |
| 5   | 1   | Manfred Schöndorfer (FRG) | 9 - 3     | Markku Yli-Isotalo (FIN)   | 3   | 7   |
| 6   | 3   | Erol Mutlu (TUR)          | 7 - 10    | Lars-Erik Skiöld (SWE)     | 1   | 5.5 |
| 1   | 1   | Suren Nalbandjan (URS)    | 5 - 3     | Ștefan Rusuu (ROU)         | 3   | 3   |
| 5   | 0   | Andrzej Supron (POL)      | TF / 1:47 | Kim Hae-Myung (KOR)        | 4   | 8   |

### Kolo 5
| TPP | MPP |                            | Skóre     |                        | MPP | TPP |
| --- | --- | -------------------------- | --------- | ---------------------- | --- | --- |
| 9   | 4   | Manfred Schöndorfer (FRG)  | TF / 4:54 | Lars-Erik Skiöld (SWE) | 0   | 5.5 |
| 5   | 4   | Heinz-Helmut Wehling (GDR) | DQ / 7:54 | Ștefan Rusu (ROU)      | 0   | 3   |
| 2   | 1   | Suren Nalbandjan (URS)     | 7 - 4     | Andrzej Supron (POL)   | 3   | 8   |

### Kolo 6
| TPP | MPP |                            | Skóre     |                        | MPP | TPP |
| --- | --- | -------------------------- | --------- | ---------------------- | --- | --- |
| 8   | 3   | Heinz-Helmut Wehling (GDR) | 9 - 12    | Suren Nalbandjan (URS) | 1   | 3   |
| 9.5 | 4   | Lars-Erik Skiöld (SWE)     | DQ / 6:53 | Ștefan Rusu (ROU)      | 0   | 3   |

### Finále
Výsledky z předchozích kol se započítávají do finále (žlutě zvýrazněno)
| TPP | MPP |                            | Skóre     |                        | MPP | TPP |
| --- | --- | -------------------------- | --------- | ---------------------- | --- | --- |
|     | 1   | Suren Nalbandjan (URS)     | 5 - 3     | Ștefan Rusuu (ROU)     | 3   |     |
|     | 4   | Heinz-Helmut Wehling (GDR) | DQ / 7:54 | Ștefan Rusu (ROU)      | 0   | 3   |
| 7   | 3   | Heinz-Helmut Wehling (GDR) | 9 - 12    | Suren Nalbandjan (URS) | 1   | 2   |

## Finálové pořadí
1. Suren Nalbandjan (URS)
2. Ștefan Rusu (ROU)
3. Heinz-Helmut Wehling (GDR)
4. Lars-Erik Skiöld (SWE)
5. Andrzej Supron (POL)
6. Manfred Schöndorfer (FRG)
7. Erol Mutlu (TUR)
8. Markku Yli-Isotalo (FIN)